# Kusån
Kusån kommer från sjön Kusträsket utanför Jörn och är det största biflödet till Klintån i Kågeälvens huvudavrinningsområde. Ån rinner huvudsakligen österut och mynnar i Klintån halvannan kilometer uppströms Stavaträsket. Längden är inklusive källflöden ca 20 km. Största biflöde är Pjäsörbäcken.